# Przełęcz Kaczyńska
Przełęcz Kaczyńska (479 m) – przełęcz w Beskidzie Małym. Oddziela Pasmo Bliźniaków od północno-zachodniego grzbietu Gronia Jana Pawła II. Znajduje się pomiędzy szczytem Narożnika (511 m) i bezimiennego wierzchołka o wysokości około 517 m. Spod przełęczy spływają dwa potoki; ze stoków wschodnich dopływ Choczenki, z zachodnich dopływ Kamieńca.
Przełęcz znajduje się w lesie w granicach wsi Zagórnik w województwie małopolskim, w powiecie wadowickim, w gminie Andrychów. Jest najniższym miejscem w grzbiecie oddzielającym dolinę Wieprzówki (po zachodniej stronie) od doliny Choczenki (po wschodniej stronie). Prowadzi przez nią droga leśna łącząca miejscowości Zagórnik i Kaczyna. Na przełęczy jest kapliczka Matki Boskiej Częstochowskiej.
Szlaki turystyczne
 Andrychów – Pańska Góra – Czuby – Przełęcz Biadasowska – Wapienica – Przykraźń – Panienka – Susfatowa Góra – Przełęcz Kaczyńska – Narożnik – przełęcz Sosina – Czuba – Gancarz – Czoło – Przełęcz pod Gancarzem – Groń Jana Pawła II.